# Солунський Володимир Ігорович
Володи́мир І́горович Солу́нський — фізик, доктор фізико-математичних наук, професор.

## З життєпису
Закінчив фізико-математичний факультет ХДУ. 1987 року в Харкові захистив дисертацію доктора фізико-математичних наук — «Нерівноважні вакансії в кристалах у концентраційних та силових полях».
В наукових дослідженнях співпрацював із Володимиром Кошкіним.
Розробляв нові напрями в царині технологій порошкової металургії із Яковом Гегузіним.
Від 1998 року проживає у Мілвокі, США.
Пише рецензії до російськомовних фантастичних творів, друкується у виданні «Чайка» (США).